# Comuna Maciuhî
Maciuhî (în ucraineană Мачухи) este o comună în raionul Poltava, regiunea Poltava, Ucraina, formată din satele Bairak, Kovanciîk, Kuklînți, Maciuhî (reședința), Mazurivka, Mîkolaiivka, Snopove și Vaskî.

## Demografie
Componența lingvistică a comunei Maciuhî
     Ucraineană (95,08%)
     Rusă (4,28%)
     Alte limbi (0,18%)
Conform recensământului din 2001, majoritatea populației comunei Maciuhî era vorbitoare de ucraineană (95,08%), existând în minoritate și vorbitori de rusă (4,28%).